# Una moglie per scommessa
Una moglie per scommessa (Experimental Marriage) è un film muto del 1919 diretto da Robert G. Vignola. Prodotto e distribuito dalla Select Pictures Corporation, aveva come interpreti principali Constance Talmadge e Harrison Ford. La sceneggiatura di Alice Eyton si basa su Saturday to Monday, lavoro teatrale di William J. Hurlbut andato in scena al Bijou Theatre di Broadway il 1º ottobre 1917.

## Trama
Innamorato di una femminista, l'avvocato Foxcroft Gray, per riuscire a sposarla, deve accettare la clausola di vivere insieme solo da sabato a lunedì, lasciando ciascuno libero di vivere come vuole per il resto della settimana. Dopo il matrimonio, Suzanne, la moglie, passa il weekend nell'appartamento di Foxcroft e, come convenuto, lo lascia il lunedì. Dopo che lei se n'è andata, Charlie Hamilton, il vicino di casa, chiede a Foxcroft di aiutarlo a far uscire dall'edificio senza che nessuna la veda Dot Harrington, che è rimasta da lui dopo una notte di baldoria. Suzanne, ritornata indietro, vede Dot uscire dalla camera da letto del marito e pensa il peggio. Lui non le dice nulla e lei, inquieta, cerca di suscitare in qualche modo la sua gelosia facendosi trovare nel bungalow di un altro uomo, un commediografo. Foxcroft, però, intuisce il disegno della moglie e si finge indifferente. Ma quando, dopo che Suzanne ha ricevuto un premio da una delegazione femminista, trova la moglie in lacrime decisa a rompere il patto che avevano concordato, i due si trovano d'accordo di iniziare a vivere nella solita maniera tradizionale come due sposi qualsiasi.

## Produzione
Il film fu prodotto dalla Select Pictures Corporation. La musica di accompagnamento per le proiezioni in sala fu curata e selezionata dalla Filmusic Studios.

## Distribuzione

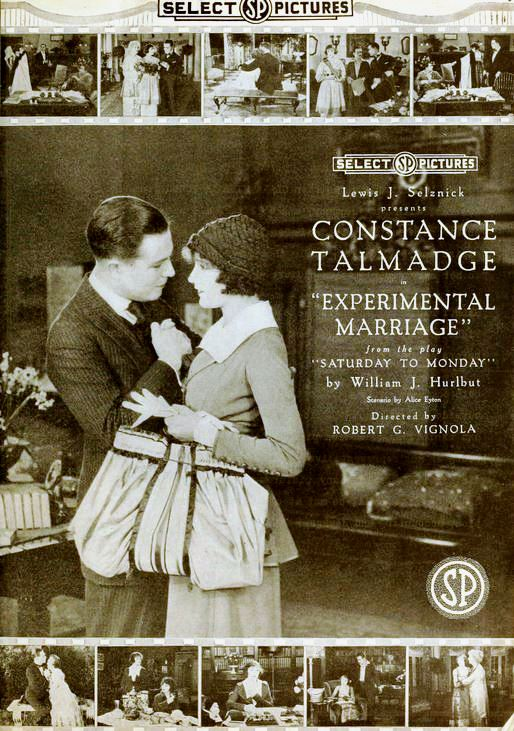

Il copyright del film, richiesto dalla Select Pictures Corp., fu registrato il 17 marzo 1919 con il numero LP13542.
Il titolo del film venne cambiato in Experimental Marriage perché si pensò che, distribuendolo con quello originale, che era Saturday to Monday, gli spettatori avrebbero potuto credere che il film fosse in programmazione solo dal sabato al lunedì.
Distribuito dalla Select Pictures Corporation e presentato da Lewis J. Selznick, il film uscì nelle sale cinematografiche statunitensi il 10 marzo 1919. In Danimarca, fu distribuito il 18 dicembre 1919 con il titolo Lørdagsægteskabet; in Svezia, il 3 maggio 1920, come En gång i veckan.
In Italia, distribuito dalla Selznick Pictures, uscì nel 1925 con il visto di censura numero 20590.
Non si conoscono copie ancora esistenti della pellicola che viene considerata presumibilmente perduta.